# تارزان ملقب به ببر
«تارزان ملقب به ببر» (انگلیسی: Tarzan the Tiger) یک فیلم ماجرایی دنباله‌دار و صامت به کارگردانی هنری مک‌ری است که در سال ۱۹۲۹ منتشر شد.
تا مدتها تصور بر آن بود که این فیلم از بین رفته است؛ اما اخیراً نسخه‌ای از آن یافت شد و امروزه این فیلم-سریال بر روی دی‌وی‌دی قابل دسترس است. گذشته از آن، این فیلم در مالکیت عمومی قرار دارد و دانلود آن برای عموم آزاد است.
در یک صحنه از فصل هشتم، بازیگر اصلی نقش زن، با بالاتنه‌ای عریان در حال شنا ظاهر می‌شود و گقته می‌شود که در آن روزگار، گاهی پدرها، پسران خود را در سینما همراهی می‌کردند.
این فیلم یک نسخهٔ صامت و یک نسخهٔ نیمه‌ناطق دارد و اولین فیلمی است که نعرهٔ مشهور تارزان در آن شنیده می‌شود؛ هرچند این نعرهٔ تارزان، با آن فریادی که مردم در اذهان دارند و نخستین بار، در فیلم‌های جانی ویسمولر بکار گرفته شد، بسیار متفاوت است.

## نگارخانه

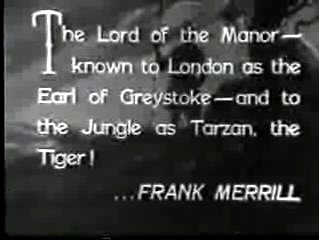
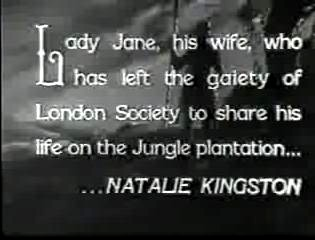
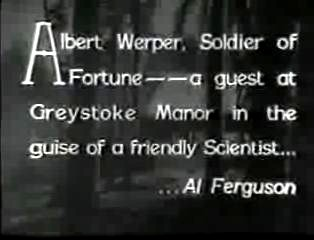
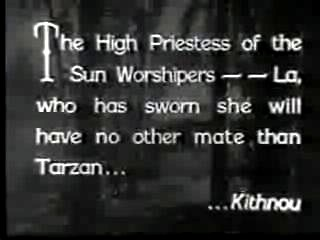

## بازیگران
- فرانک مریل در نقش «تارزان»
- شلدون لویس
- ناتالی کینگزتون
- ال فرگوسن
- فرانک لنینگ
- پل پانزر
- کیثنو